# Мартін Форд
Мартін Форд — футуролог, засновник відомої софтверної компанії у Кремневій долині, автор двох New York Times бесселерів Пришестя роботів. Техніка і загроза майбутнього безробіття (2015) та Світло в кінці тунелю і Економіка майбутнього (2009), переможець 2015 Financial Times/McKinsey Business Book of the Year Award.[недоступне посилання з липня 2019] За його плечима 25 років досвіду у галузях комп'ютерного дизайну та програмного забезпечення. Мартін також глобально вивчає питання впливу стрімкого розвитку атвоматизації на ринок праці та структурне безробіття і нерівність як невід'ємні складові технологічного прогресу.
Мартін отримав ступінь бакалавра в комп'ютерній інженерії, з великою відзнакою закінчив Мічиганський університет в Енн-Арбор та магістерскую ступінь в Андерсенской школі менеджменту при Каліфорнійському університеті в Лос-Анджелесі. UCLA Anderson School of Management.[недоступне посилання з липня 2019]

## Футуролог та Автор
Форд став першим автором 21-сторіччя, який опублікував книгу Світло в кінці тунелю і Економіка майбутнього (2009). У своїй книзі автор стверджує, що досягнення в робототехніці та штучному інтелекті в кінці-кінцем призведуть до скорочення робочої сили на ринку праці та позбавлять людей робочих місць.
У наступні роки Мартін познайомився двома відомими економістами Майклом Осборном та Карлом Бенедиктом Фрей, які в подальшому схвалили і підтримали його дисертацію в Оксфордському університеті. В 2013 році, вони провели дослідження і виявили, що робочі місця, зайняті приблизно 47 відсотками робочої сили США, можуть бути чутливими до автоматизації протягом найближчих двох десятиліть.
У своїй книзі 2009 Мартін Форд правильно передбачив що штучний інтелект перетвориться у нового убивчого застосунку, який стане провідним центром у Кремнієвій долині. З 2016 такі компанії як Ґуґл, Майкрософт і Фейсбук вели один з одним війну талантів за експертів штучного інтелекту. Недавно головний виконавчий директор Ґуґлу оголосив, що штучний інтелект являє собою точку перегину і компанія має наміри досягнути першості у цій галузі.
У своїй другій книжці Пришестя роботів New York Times бестселер, який був перекладений на 19 мов світу, Мартін стверджує, що ріст автоматизації загрожує не тільки простим робітникам, але й багатьом висококваліфікованим спеціалістам таким як юристам, радіологам та навіть розробникам програмного забезпечення.
На додаток до своїх книг, Форд написав численну кількість статей в такі світові новинні ресурси як The New York Times, the Financial Times, Harvard Business Review, та The Washington Post. Він часто спілкується з держслужбовцями, представниками освіти, промисловості та висуває свої ідеї на різних масштабних заходах таких як конференція TED, Глобальна конференція Інституту Мілкена, Фестиваль небезпечних ідей, щорічно проводиться в Сіднейському оперному театрі, симпозіум у Сент-Галлен в Швейцарії та Конференція азійських лідерів у Сеулі. Форд також спілкувався та консультував різних представників держав, а в липні 2016 року він взяв участь у бесіді з керівником штабу Білого дому
про потенційний вплив робототехніки
, штучного інтелекту на економіку та робочу силу США.
У двох своїх книгах Ford зосереджується на тому, що широка автоматизація потенційно може підірвати економічне зростання або навіть призвести до дефляційної спіралі, оскільки робочі місця є основним механізмом розподілу купівельної спроможності споживачів. Він застережив, що, оскільки основний дохід все більше концентрується в руках крихітної еліти, більша частина споживачів не матиме доходу та впевненості, щоб продовжувати створювати попит на масовому ринку, який є основою сучасної економіки. Мартін вважає що в умовах інтенсивної автоматизації та роботизації суспільства саме впровадження безумовного базового доходу допоможе знизити рівень безробіття та забезпечить і підвищить рівень купівельної спроможності споживачів що прискорить економічне процвітання.

## Нагороди та Премії
2015 Financial Times and McKinsey Business Book of the Year Award winner for Rise of the Robots [Архівовано 20 лютого 2017 у Wayback Machine.]

## Книги
- Світло в кінці тунелю і Економіка майбутнього(2009) ISBN 9781448659814
- Пришестя роботів. Техніка і загроза майбутнього безробіття (2015)ISBN 9780465059997
- Форд, Мартін Пришестя роботів. Техніка і загроза майбутнього безробіття / пер. з англ. Володимир Горбатько. — К.: Наш Формат, 2016. — 400 с. — ISBN 978-617-7279-73-9

## Обрані публікації
- Ford, Martin, «Could Artificial Intelligence Create an Unemployment Crisis?» [Архівовано 17 лютого 2017 у Wayback Machine.], Communications of the ACM, July 2013, Vol. 56 No. 7, Pages 37–39.
- Ford, Martin, «Driverless trucks: economic tsunami may swallow one of most common US jobs» [Архівовано 24 травня 2018 у Wayback Machine.], The Guardian, February 16, 2017.
- Ford, Martin, «China's Troubling Robot Revolution» [Архівовано 24 травня 2018 у Wayback Machine.], The New York Times, June 10, 2015.
- Ford, Martin, «Economic Growth Isn't Over, but It Doesn't Create Jobs Like It Used To» [Архівовано 24 травня 2018 у Wayback Machine.], Harvard Business Review, March 14, 2016.
- Ford, Martin, «Guess who's coming for your job» [Архівовано 24 травня 2018 у Wayback Machine.], CNN, November 10, 2014.
- Ford, Martin, «What if there's no fix for high unemployment?» [Архівовано 22 червня 2015 у Wayback Machine.], Fortune, June 10, 2010.